# Temù
Temù is een gemeente in de Italiaanse provincie Brescia (regio Lombardije) en telt 1108 inwoners (31-12-2012). De oppervlakte bedraagt 43,0 km², de bevolkingsdichtheid is 26 inwoners per km².
De volgende frazioni maken deel uit van de gemeente: Pontagna, Villa Dalegno, Plazza, Le Canù.

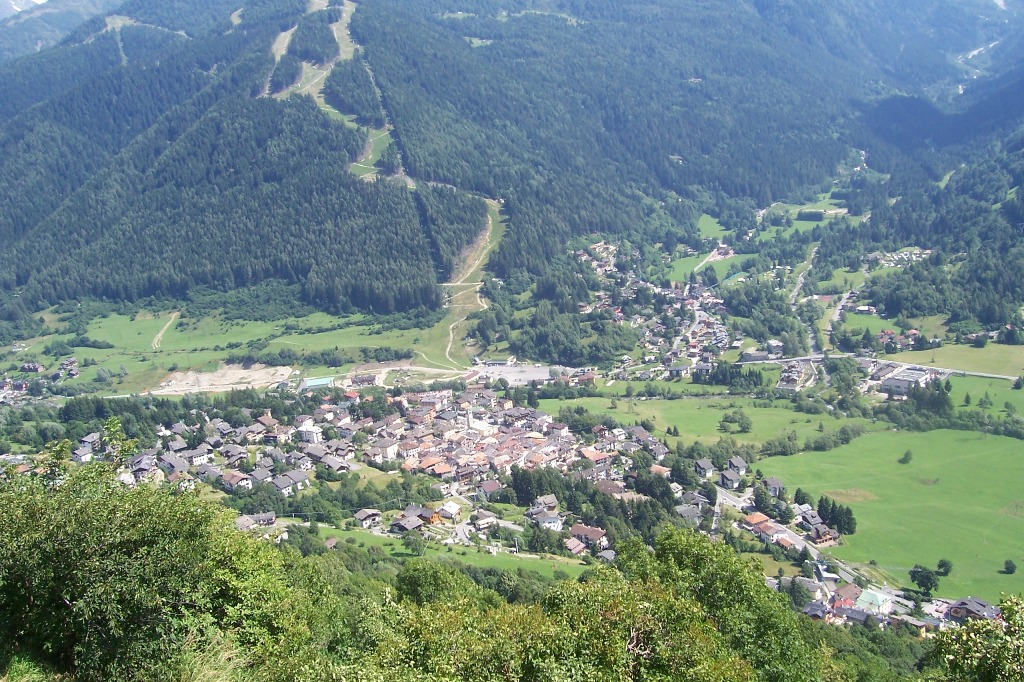
Temù
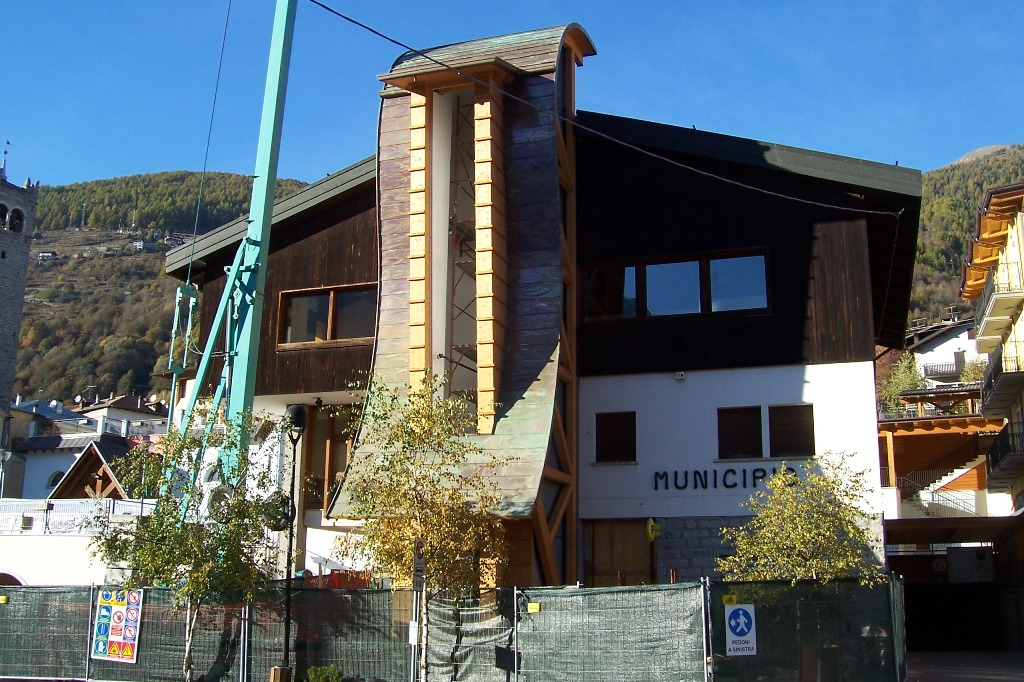
Gemeentehuis
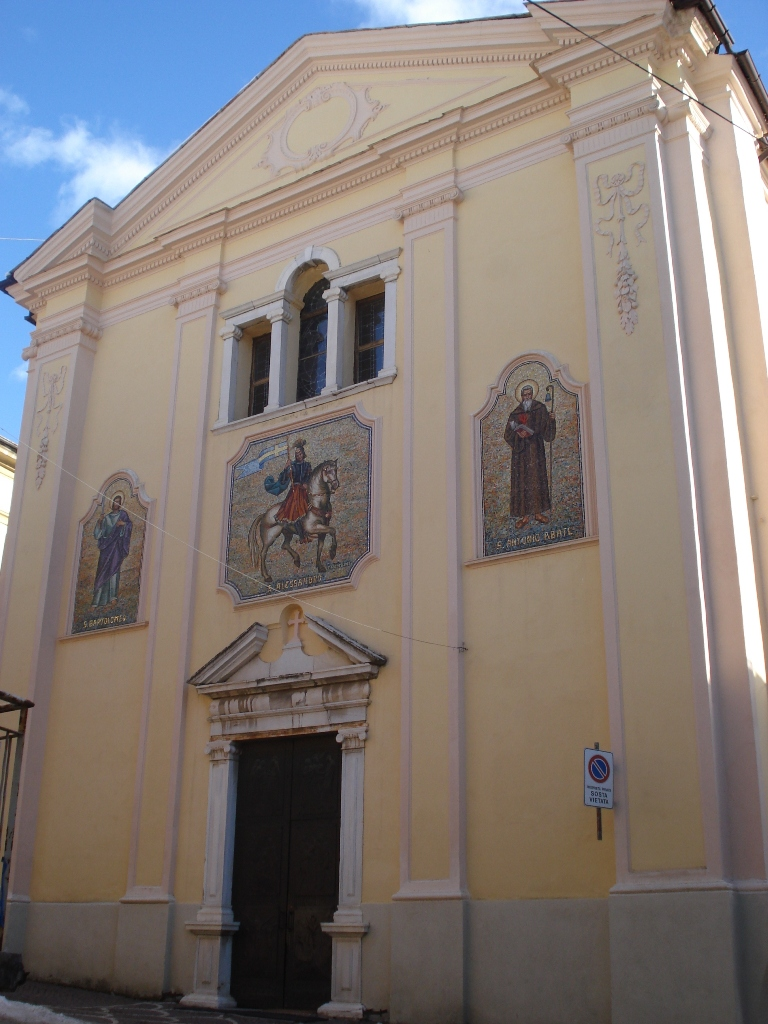
San Bartolomeokerk, Temù
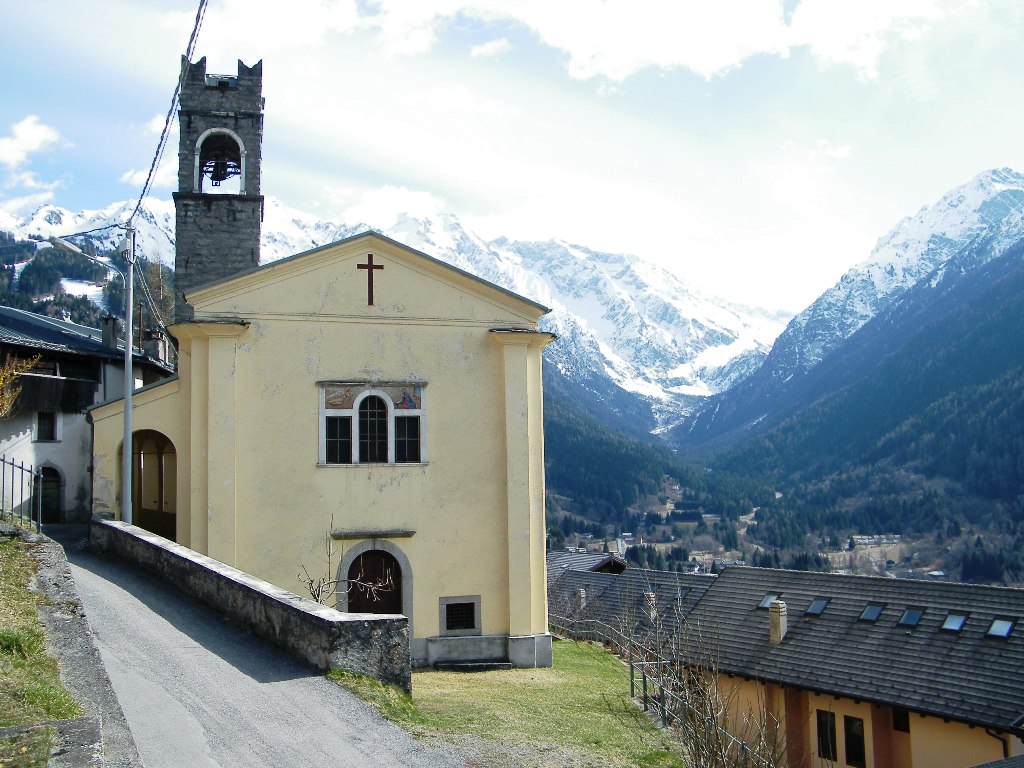
Santi Martirikerk, Lecanù

## Demografie
Temù telt ongeveer 429 huishoudens. Het aantal inwoners daalde in de periode 1991-2001 met 4,5% volgens cijfers uit de tienjaarlijkse volkstellingen van ISTAT.
| Jaar | Inwoneraantal |
| ---- | ------------- |
| 1991 | 1058          |
| 2001 | 1010          |

## Geografie
Temù grenst aan de volgende gemeenten: Edolo, Ponte di Legno, Vezza d'Oglio, Vione.